# Alchemilla impexa
Alchemilla impexa es una especie de planta del género Alchemilla, perteneciente a la familia Rosaceae.

## Taxonomía
Alchemilla impexa fue descrita por Robert Buser en 1894.

## Distribución
Se encuentra en el territorio de Austria, Francia, Alemania, Italia y Suiza.